# Vernoux-en-Gâtine
 Vernoux-en-Gâtine  es una población y comuna francesa, en la región de Poitou-Charentes, departamento de Deux-Sèvres, en el distrito de Parthenay y cantón de Secondigny.

## Demografía
| 1126 | 998 | 931 | 749 | 707 | 654 |
| Para los censos de 1962 a 1999 la población legal corresponde a la población sin duplicidades (Fuente: INSEE [Consultar]) |     |     |     |     |     |